# Альянс гей-активистов
Альянс гей-активистов (англ. Gay Activists Alliance) — Правозащитная организация, созданная 21 декабря 1969 года в Нью-Йорке, через полгода после стоунволлских бунтов.
Альянс был создан несколькими активистами Фронта освобождения геев (англ. Gay Liberation Front), которые были недовольны тем, что собрания всё чаще уходили от основной темы прав геев. По задумке его создателей, Альянс должен был быть аполитичным и полностью сосредоточенным на вопросах, касающихся обеспечения прав и свобод для всех геев. Устав Альянса начинался словами: «Мы, свободные гомосексуальные активисты, требуем свободы выражения нашего достоинства и уважения нас, как людей». Символом Альянса была выбрана буква греческого алфавита — лямбда.
Пик активности Альянса пришёлся на 1970—1974 годы. Альянс выпускал газету Gay Activist (рус. Гей-активист), которая выходила до 1980 года. Поначалу штаб-квартира Альянса находилась в здании Церкви Св. Апостолов на пересечении 28-й улицы и 9-й авеню. В мае 1971 года члены Альянса переехали в здание пожарной станции по адресу Вустер-стрит, 99. Противники Альянса подожгли здание, и оно полностью сгорело 15 октября 1974 года. К 1980 году многие активисты Альянса стали высказывать те же мысли, что и активисты Фронта гей-освобождения в 1969 году. Поэтому руководителями Альянса было принято решение о его роспуске.
Главным изобретением Альянса стала организация так называемых шок-акций (англ. zap action). Суть такой акции заключалась в следующем: активисты Альянса выслеживали на улице видных политических деятелей и, в присутствии прессы, телевидения и сотен зевак, своим вызывающим поведением застигали «жертву» врасплох, тем самым требуя от него (неё) признать при всех права геев и лесбиянок. Жертвой подобных акций дважды стал мэр Нью-Йорка Джон Линдсей: в музее Метрополитен и в Радио Сити Холле, также в руки к активистам попал тогдашний Губернатор Нельсон Рокфеллер. Альянс проводил свои акции против Бюро регистрации браков, Управления Нью-Йоркского такси, газеты New York Daily News.
В марте 1970 года заместитель инспектора Пайна после очередного рейда арестовал 167 человек и закрыл два гей-бара. В числе арестованных оказался аргентинский иммигрант, который, испугавшись того, что он может быть выслан из страны, попытался сбежать из полицейского участка, выпрыгнув со второго этажа. Молодой человек погиб, напоровшись на забор с шипами. Фотографию погибшего молодого человека, висящего на заборе, New York Daily News напечатала на первой полосе. Члены Альянса организовали мирное шествие от Кристофер-парка к Шестому участку в память о погибшем. Альянс спонсировал избирательную кампанию мэра Линдси, а также Конгрессмена-демократа Эда Коча, который пообещал прекратить набеги на гей-бары в городе.